# Universitat de Califòrnia a Santa Barbara
La Universitat de Califòrnia a Santa Barbara (en anglès: University of California, Santa Barbara, coneguda també com a UCSB o UC Santa Barbara) és una universitat pública i un dels 10 campus del sistema universitari de la Universitat de Califòrnia. El campus principal està situat a Santa Barbara, Califòrnia. Fundada l'any 1909 com un college de professors, es va unir al sistema de la Universitat de Califòrnia el 1944.
Està organitzada en cinc colleges oferint 87 graus per sota de graduat i 55 graus de graduat. Els programes per sota de graduat es fan en 4 anys de dedicació completa.
A aquesta universitat hi ha onze centres de recerca incloent el centre d'estudis de terratrèmols (Kavli Institute for Theoretical Physics). Cinc membres universitaris tenen el Premi Nobel.
L'equip esportiu UC Santa Barbara Gauchos juguen a la divisió NCAA.